# Ꙉ
Ꙉ, ꙉ (em itálico: Ꙉ, ꙉ) é uma letra arcaica do alfabeto cirílico cujo nome é djerv, era usada antigamente, principalmente em documentos sérvios, para representar os sons /dʑ/ e /tɕ/, atualmente representados respectivamente pelas letras Ђ e Ћ, as quais são oriundas de Ꙉ.
É normalmente transcrita com a letra latina Ǵ quando tem som de /dʑ/ e Ć quando tem som de /tɕ/.

## Letras Ђ e Ћ
Tentativas de reviver o uso da letra Ꙉ culminaram na reforma ortográfica da língua sérvia em 1818 por Vuk Stefanović Karadžić que introduziu a letra Ђ à língua para o som /dʑ/.
Já a letra Ћ, para o som /tɕ/, veio das obras de Dositej Obradović que também tinham Ꙉ em mente.